# Henry Cohen
Henry Cohen, född 21 april 1806, död 17 maj 1880, var en fransk kompositör och numismatiker av judisk börd.
Cohen föddes i Amsterdam, men slog sig 1839 ned i Paris som musiklärare. Han var en tid direktör för konservatoriet i Lille, och blev därefter chef för myntkabinettet i Bibliothèque Nationale i Paris. Som numismatiker är Cohen främst känd genom de stora samlingsverken Description générale des monnaies de la république romanine, communément appelées médailles consulaires (1854) samt Description historique des monnaies frappées sous l'empire romain, communément appelées médailles impériales (1859-68). Det sistnämnda arbeten, varav en mängd upplagor utgivits, var ännu på 1900-talet standardverk för bestämning av romerska mynt.